# Естонська академія мистецтв
Естонська академія мистецтв (ест. Eesti Kunstiakadeemia, EKA) — єдиний вищий навчальний заклад в Естонії, що надає освіту в галузі мистецтва, дизайну, архітектури, історії мистецтв і реставрації.
Відповідно до Статуту основною метою діяльності Естонської академії мистецтв є сприяння творчій та дослідницькій діяльності, надання сучасної вищої освіти, що ґрунтується на комплексному навчанні, творчої та дослідницької діяльності і, згідно зі стандартом вищої освіту в галузі образотворчого мистецтва, дизайну, медіа, архітектури, історії мистецтва, реставрації та педагогічної освіти.
Після акту естонського міністра освіти і досліджень № 145 від 10 лютого 2007 року, міжнародна експертна комісія акредитувала Академію як вищий навчальний заклад.
Естонська академія мистецтв підписала близько 80 двосторонніх угод з університетами, які беруть участь в програмі Еразмус, а також установами-партнерами поза цією програмою - у Швейцарії, США, Росії, Австралії. Крім того Академія співпрацює з кількома приватними університетами в країнах Європейського Союзу.

## Історія

### Заснування
Виникнення Естонської академії мистецтв датоване 1914 роком, коли Естонське товариство мистецтв заснувало Талліннську індустріальну школу мистецтв. Це була перша і довгий час єдина школа мистецтв у Естонії. Засновники взяли за основу програми, за якими заснував свою школу барон Олександр фон Штігліц в Санкт-Петербурзі. Ця система ставила на перше місце технічні й прикладні науки.

### Міжвоєнний період незалежності
Після війни за незалежність Естонії 1920 року Талліннська індустріальна школа мистецтв стала Державною індустріальною школою мистецтв, пропонуючи освіту за всіма спеціальностями ужиткового мистецтва тих часів. Реформа системи навчання в школі завершилась 1922 року, перетворивши її на багаторівневу школу європейського типу. В результаті стало можливо отримати диплом спеціаліста або художника (від 1934 року). У 1920-х роках були відкриті нові робочі класи і факультети (типографіка, скульптура, графіка, кераміка, обробка металу, шліфування й гравірування скла, ткацька справа), які зробили навчальний заклад більш універсальним. Навчальний персонал включав велику кількість людей, які стажувалися в Європі. 1938 року Державна індустріальна школа мистецтв розділилась на дві незалежних установи: Державну школу індустріальних і витончених мистецтв і Вищу державну школу мистецтв.

### Радянський період
1940 року, після радянської окупації Естонії, школу перейменували на Державну школу прикладних мистецтв імені Яана Коорта. Під час Другої світової війни школа часто була закрита і навчання відбувалося епізодично.
У 1944 році школа змінила назву на Талліннський державний інститут прикладних мистецтв Естонської РСР. 1951 року закрито школу мистецтв в Тарту, і спеціальності витончених мистецтв переїхали до столиці. Таким чином, всі мистецькі навчальні заклади зосередилися в Таллінні. Тепер школа стала називатись Державний інститут мистецтв Естонської РСР. Навчання набуло нових особливостей, характерних для радянського університету, маючи три основні напрями - суспільні науки, предмети із загальної теорії мистецтва і предмети прикладного мистецтва. 1949 року з Талліннського політехнічного інституту перевели факультет архітектури, який в 1966 році з появою спеціальностей архітектури інтер'єрів і дизайну сформував новий напрямок діяльності інституту. Після цього інститут став єдиною установою в Естонії, яка надає вищу освіту в усіх сферах мистецтва і архітектури. У 1959-1989 роках ректором інституту був Ян Варес, під чиїм керівництвом інститут став популярним навчальним закладом з ліберальними поглядами і європейським рівнем навчання, де протягом декількох десятиліть вчилися студенти різних національностей і де отримали свою освіту кілька поколінь естонських художників. Висока репутація інституту поширювалася також і на колишні соціалістичні країни Східної Європи, відбувався обмін студентами та студентськими групами, студенти та викладацький склад брали участь в міжнародних змаганнях і виставках, посідаючи високі місця і здобуваючи нагороди. Початкова будівля стала малою для інституту, який швидко розвивався, і головний будинок було реконструйовано відповідно до планів архітектора П. Тарваса (I етап 1965-1967 роки, II етап 1974 рік), також до складу академії передали будівлю архітектури інтер'єру в Старому місті, на вулиці Суур-Клоострі.

### Після 1989 року
1989 року інститут був перейменований у Таллінський університет мистецтв, що ознаменувало початок нового періоду в історії школи. Ректором було обрано одного з найвідоміших істориків мистецтва Естонії - професора Яака Кангіласкі. Відповідно до змін, що відбувалися в системі вищої освіти держави, було розпочато реформу системи навчання в університеті. Період навчання скоротили до чотирьох з половиною років. Систему курсу зберегли, але ввели нову систему кредитів. У процесі змін з'явились нові рівні освіти: бакалаврат, магістратура та докторантура. У середині 1990-х років у школі посилилася економічна криза і загальний спад. У 1995 році Талліннський університет мистецтв змінив назву на Естонську академію мистецтв, цю назву було сертифіковано в 1996 році. Істотно збільшилися міжнародні контакти школи: студентський і викладацький обмін, участь в міжнародних освітніх програмах, таких як Сократес,Леонардо, TEMPUS, організація конференцій, семінарів та фестивалів. У 1997-2000 роках у школі побудовано нову й сучасну бібліотеку. 2002 року навчальні програми Академії приведено у відповідність до принципів Болонської декларації, яка лежить в основі системи вищої освіти в Європейському союзі. Перші студенти, що навчалися за оновленою програмою, закінчили навчання в 2006 році. 2005 року ректором Академії обрано художника по текстилю професора Сигне Ківі (міністр культури Естонської Республіки в 1999-2001 роках, член парламенту у 2002-2005 роках).

## Ректори
Сігне Ківі у 2005—2015 рр.

## Відомі випускники
- Арві Алтмяе
- Тиніс Вінт[4]
- Володимир Гамаль (1982) — український буковинський скульптор;
- Андрус Йогані — естонський живописець, графік.
- Тауно Кангро (1993)
- Харакоз Володимир Вікторович (* 1949) — український графік і живописець, член НСХУ, групи художників «Маріуполь-87», активіст грецького національного руху. Заслужений художник України.